# Ponte de Mértola
A Ponte de Mértola, também referida como Ponte Branca e Torre do Rio, foi uma ponte de que restam ruínas localizada na freguesia, vila e município de Mértola, distrito de Beja, no Alentejo, em Portugal.
O que resta da Ponte de Mértola ergue-se na margem direita do rio Guadiana, perto da Porta da Ribeira nas muralhas de Mértola.
Atualmente em ruínas, acredita-se que terá tido função defensiva, embora tenha sido frequentemente confundida com uma simples ponte, nomeadamente no foral de Mértola (1254), e num desenho de Duarte de Armas (Livro das Fortalezas, c. 1509).
Ainda não foi possível datar a estrutura uma vez que não foram encontradas outras semelhantes para que se possa efetuar uma comparação arquitetónica. Dos vestígios que chegaram até nós destacam-se seis pegões.
A Ponte de Mértola está classificada como Monumento Nacional desde 1932. Encontra-se incluída no Parque Natural do Vale do Guadiana e no Plano Sectorial da Rede Natura 2000: Sítio de Interesse Comunitário Guadiana (PTCON0036).